# Demon Hunter
Demon Hunter – amerykański zespół muzyczny pochodzący z Seattle w stanie Waszyngton, grający metalcore. Działalność rozpoczął w 2000 roku, zaś jego założycielami są bracia Don i Ryan Clarkowie.

## Charakterystyka
Członkowie zespołu są chrześcijanami, co znajduje odzwierciedlenie w większości tekstów grupy.
Nazwa zespołu oznacza dosłownie "łowca demonów". Logo zespołu przedstawia postać demona z przestrzeloną głową. Motyw ten pojawiał się w lekko zmienionych formach na okładkach wszystkich ich albumów. Demon z przedziurawioną czaszką ma symbolizować wolę grupy do walki ze złem. Może także oznaczać chęć pomocy ludziom w trudnej sytuacji – członkowie zespołu nazywają siebie "zabójcami problemów" (np. utwór "Thorns" ma przesłanie anty-samobójcze).
Członkowie zespołu Demon Hunter inspirują się takimi zespołami jak Metallica, Sepultura, Pantera, Machine Head oraz Living Sacrifice.

## Historia
Zespół rozpoczął od wydania płyty pt. "Demon Hunter" w październiku 2002 roku, przy współpracy z wytwórnią Solid State Record. Z początku członkowie kapeli ukrywali swoją tożsamość, co wzbudzało pewne kontrowersje wokół nich. Ujawnili się dopiero podczas swojego pierwszego tournée.
W 2004 roku wydali płytę "Summer of Darkness", która odniosła wielki sukces.
By nagrać swój kolejny album "The Triptych" w 2005 roku powrócili do Seattle w stanie Waszyngton. Płyta była ukłonem w stronę wielkich zespołów z przeszłości jak Living Sacrifice, Sepultura i Pantera. Album zawierał cover piosenki "Snap Your Fingers, Snap Your Neck". Doszło do przetasowania w składzie: Timothy "Yogi" Watts zastąpił za bębnami Jesse'iego Sprinkle'a, który przyłączył się do grupy Dead Poetic, zaś Ethan Luck zastąpił dotychczasowego gitarzystę Krisa McCaddona.
W czerwcu 2007 roku zespół nagrał swój czwarty album i zatytułował go "Storm the Gates of Hell" (co po polsku oznacza "Szturmowanie Bram Piekła"). Premiera albumu odbyła się 6 listopada 2007 roku. Pierwszy singiel promujący album nosi tytuł "Fading Away", następny to "Carry Me Down". Dzięki albumowi zespół pozyskał jeszcze większą rzeszę fanów, ale również gorliwych przeciwników wśród środowisk antychrześcijańskich.
W sierpniu 2009 odszedł gitarzysta, współzałożyciel DH – Don Clark, chcąc poświęcić się rodzinie oraz swojemu studiu graficznemu. Wiadomość przekazał poprzez Ryana Clarka poprzez oficjalny kanał zespołu w serwisie MySpace. Ethan Luck (gitara prowadząca) także podjął decyzję o odejściu z zespołu, gdyż jego koncertowy kalendarz był bardzo napięty (Ethan był wówczas i nadal jest także perkusistą w punkrockowym zespole Relient K.). W miejsce Dona do zespołu przystąpił Ryan Helm (wcześniej występujący w chrześcijańskim zespole The Ascendicate), natomiast Ethana zastąpił bliski współpracownik zespołu, gitarzysta Throwndown – Patrick Judge, który często zastępował Ethana podczas gdy ten grał w tym samym czasie koncert z Relient K.
9 marca 2010 Demon Hunter wydali piąty album, zapowiadając go jako "najcięższy, najbardziej agresywny i jednocześnie najszybszy materiał z wszystkich dotychczasowo wydanych przez kapelę". Album "The World Is A Thorn" (tłum. "świat jest cierniem") zawiera łącznie 10 utworów.
10 kwietnia 2012 wydali szósty album o nazwie "True Defiance", który zawiera 11 utworów.
18 marca 2014 roku został wydany album "Extremist".

## Muzycy
| Obecny skład zespołu - Ryan Clark – wokal prowadzący (od 2000) - Jon Dunn – gitara basowa (od 2003) - Timothy "Yogi" Watts – perkusja, wokal wspierający (od 2004) - Patrick Judge – gitara prowadząca, wokal wspierający (od 2008) - Jeremiah Scott – gitara rytmiczna, (od 2011) Muzycy koncertowi - Randy Torres – gitara (2009) | Byli członkowie zespołu - Don Clark – gitara rytmiczna, gitara basowa, wokal wspierający (2000-2009) - Jesse Sprinkle – perkusja, instrumenty perkusyjne (2000–2004) - Kris McCaddon – gitara prowadząca (2003–2005) - Ethan Luck – gitara prowadząca, wokal wspierający (2005–2009) - Ryan Helm – gitara rytmiczna (2009–2011) Muzycy sesyjni - Jesse Smith – perkusja (2000) |

## Dyskografia
| Demon Hunter                | - Data: 22 października 2002 - Wydawca: Solid State Records | —   | —  | —  | —  |                 |
| Summer of Darkness          | - Data: 4 maja 2004 - Wydawca: Solid State Records          | —   | 23 | —  | —  |                 |
| The Triptych                | - Data: 25 października 2005 - Wydawca: Solid State Records | 136 | 10 | —  | —  |                 |
| Storm the Gates of Hell     | - Data: 6 listopada 2007 - Wydawca: Solid State Records     | 85  | 3  | 25 | 10 | - USA: 10 tys.+ |
| The World Is a Thorn        | - Data: 9 marca 2010 - Wydawca: Solid State Records         | 39  | 2  | 6  | 2  | - USA: 14 tys.+ |
| True Defiance               | - Data: 10 kwietnia 2012 - Wydawca: Solid State Records     | 26  | 2  | 14 | 3  | - USA: 12 tys.+ |
| Extremist                   | - Data: 18 marca 2014 - Wydawca: Solid State Records        | 16  | 2  | 5  | 2  | - USA: 18 tys.+ |
| Outlive                     | - Data: 31 marca 2017 - Wydawca: Solid State Records        | 25  | -  | -  | -  |                 |
| "—" album nie był notowany. |                                                             |     |    |    |    |                 |